# Ferdinand d'Huart
Ferdinand d'Huart (13. dubna 1857, Sonlez – 27. ledna 1919, Lucembursko) byl malíř z Lucemburska.

## Biografie
Narodil se do rodiny z vyšší třídy. Byl také známý pod přezdívkou Fenny. Studoval na uměleckých akademiích v Mnichově a Paříži. Stal se žákem francouzského malíře Alexandra Cabanela. Chvíli pracoval na škole Collège des Oratoriens v Juilly-sur-Seine, ale později se vrátil do Lucemburska. Zde se stal učitelem na Athénée de Luxembourg. Získal si pověst malováním lucemburské velkovévodské rodiny. Od roku 1910 do roku 1919 byl předsedou organizace Cercle artistique de Luxembourg.
Jeho dcera Adrienne d'Huart (1892–1984) byla také malířkou.
V Bonnevoie po něm byla pojmenována ulice: rue Fernand d'Huart.

## Příklady jeho umění

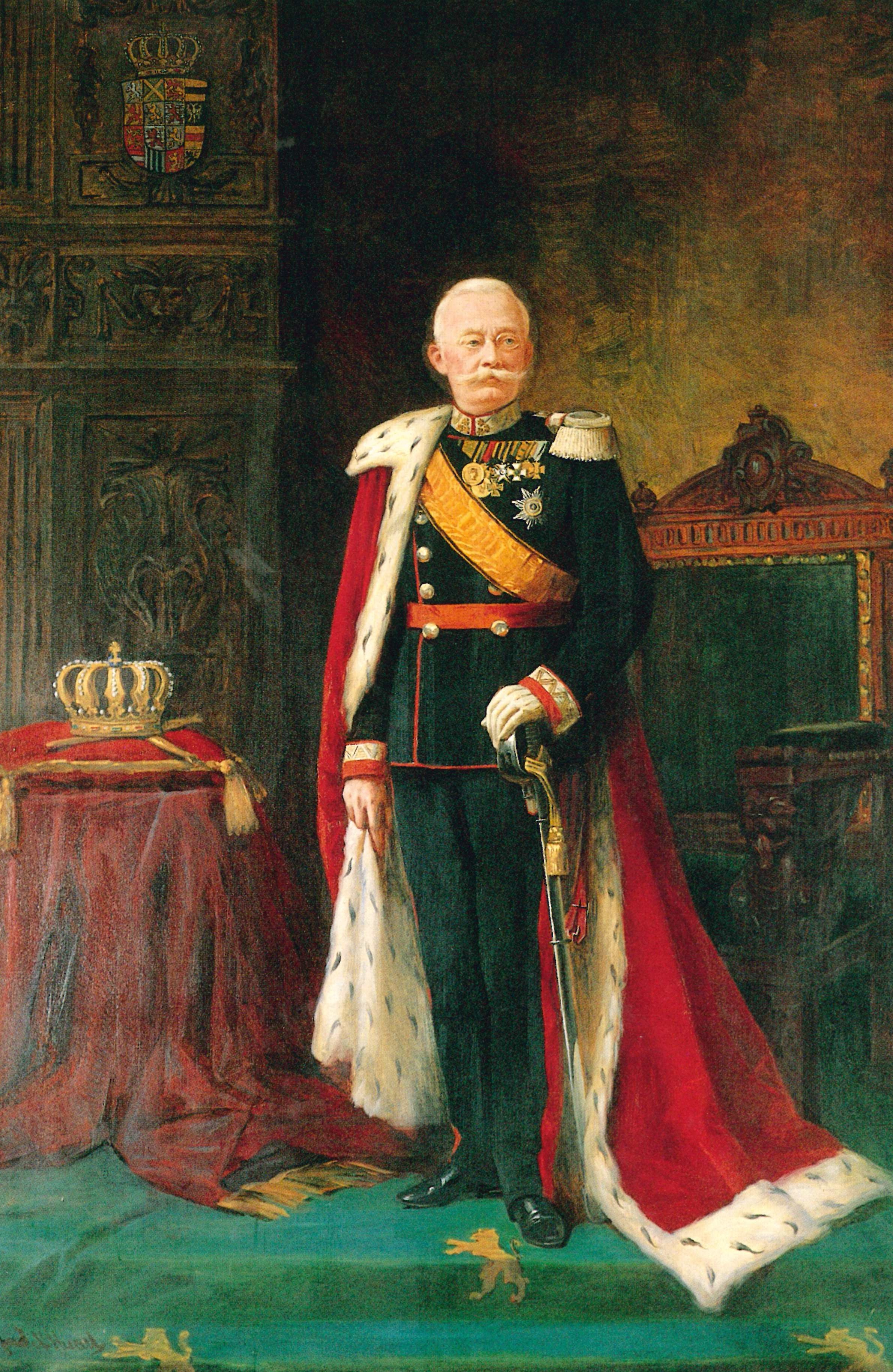
Velkovévoda Adolf Lucemburský
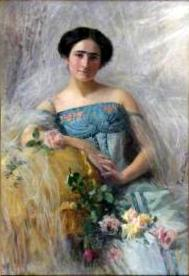
L'Élégante aux roses
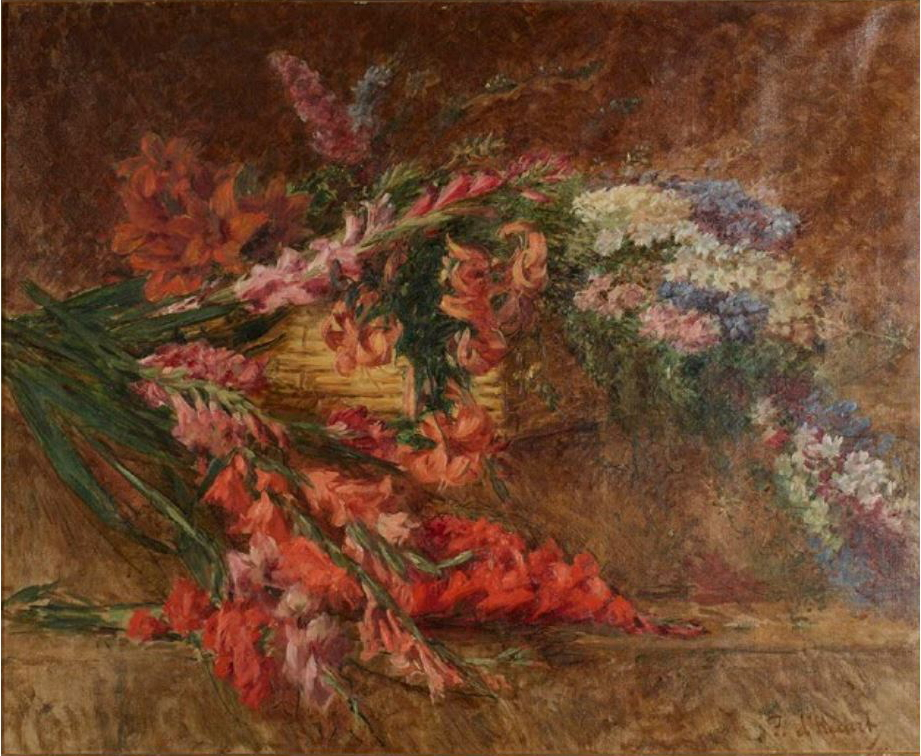
Bouquet de fleurs
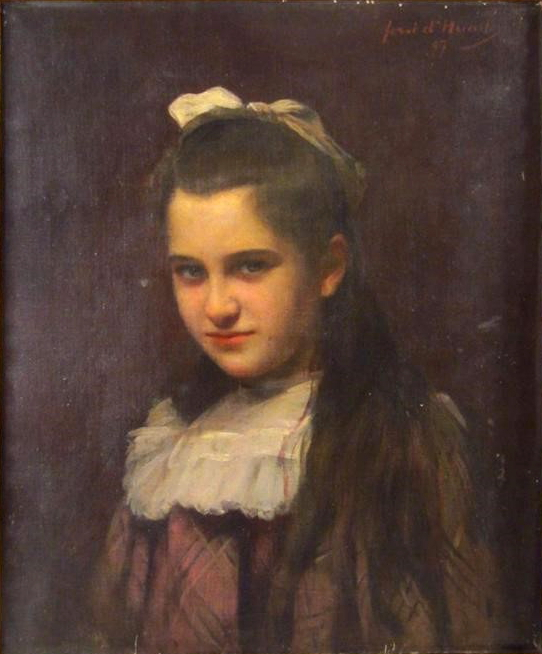
M.V. de Laveline, 1897